# Soheil Ayari

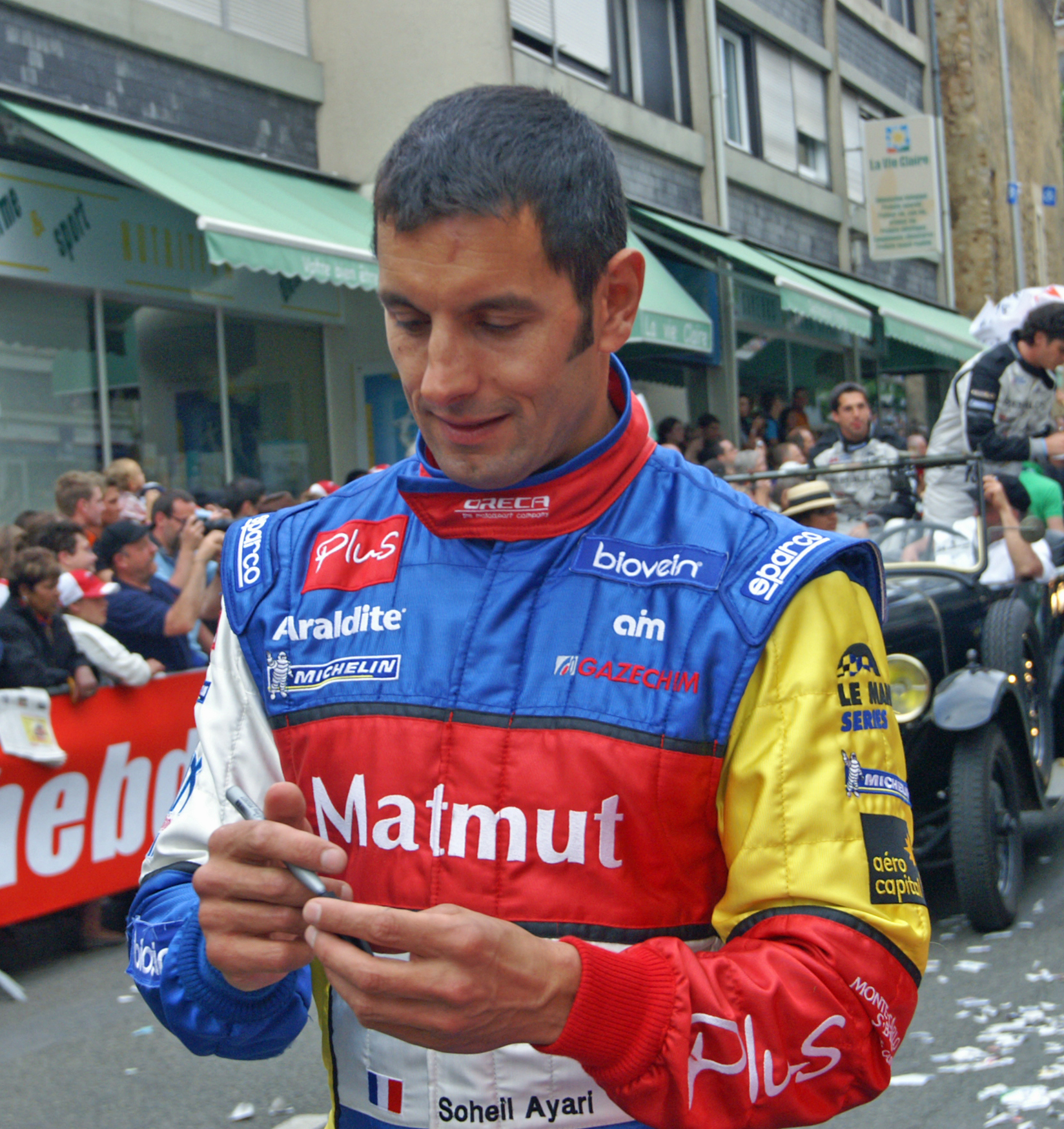
Soheil Ayari 2009 in Le Mans

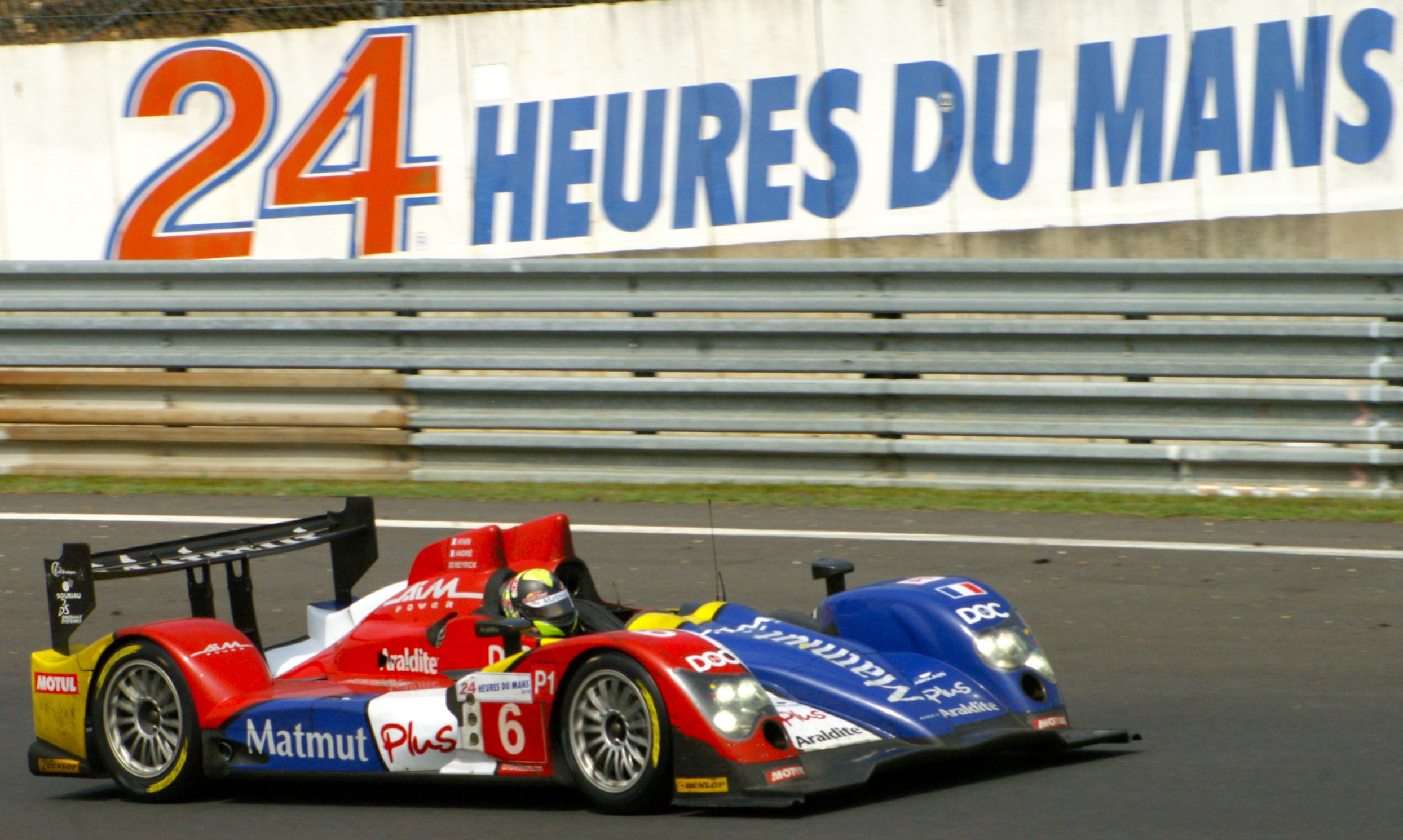
Le Mans 2010; am Steuer eines Oreca 01

Soheil Stéphane Ayari (* 5. Mai 1970 in Aix-les-Bains) ist ein ehemaliger französischer Automobilrennfahrer.

## Karriere
Soheil Ayari feierte seine ersten Erfolge im Motorsport in der Formel 3. 1996 gewann er die französische Formel-3-Meisterschaft und ein Jahr später das prestigeträchtige Formel-3-Rennen in Macau. Nach dem Wechsel in die Formel 3000 schien ein Aufstieg in die höchste Klasse der einsitzigen Rennfahrzeuge, der Formel 1, für Ayari möglich. Trotz zweier Rennsiege in den folgenden drei Jahren geriet die Monopostokarriere des jungen Franzosen aber ins Stocken.
2001 wechselte Ayari daher in die französische Tourenwagenmeisterschaft, wo er sich 2002 den Fahrertitel sicherte. Seit 1997 war Ayari zwölfmal bei den 24 Stunden von Le Mans am Start; seine beste Platzierung war ein vierter Gesamtrang für das Team von Henri Pescarolo 2004.
Seit 2006 fährt Ayari für ORECA in der Le Mans Series und pilotiert dort eine Saleen S7-R. Während er 2006 nur an vier der fünf Rennen teilnahm, beendete er die Saison 2007 zusammen mit Stéphane Ortelli als Meister der GT1-Klasse. Dabei siegte das Fahrerduo in vier der sechs Meisterschaftsläufen. Mit dem Zusammenschluss von Courage und ORECA am Ende des Jahres wechselte Ayari in der Saison 2008 zu den Le-Mans-Prototypen und fuhr nun einen Courage-ORECA LC70. Jedoch konnten er und sein Teamkollege Ortelli nur zwei der fünf Läufe in den Punkten beenden. Zu Beginn des Jahres 2009, nahm Ayari zwar an Le-Mans-Series-Testfahrten auf dem Circuit Paul Ricard teil, fuhr in der Serie jedoch keinen Meisterschaftslauf. Allerdings beendeten er, Olivier Panis und Nicolas Lapierre das 24-Stunden-Rennen von Le Mans im ORECA 01 auf dem fünften Gesamtrang.
In den 2010er-Jahren blieb er in den unterschiedlichen Le-Mans-Serien aktiv und wechselte 2018 in die französische GT-Meisterschaft.

## Statistik

### Le-Mans-Ergebnisse
| Jahr | Team                     | Fahrzeug               | Teamkollege        | Teamkollege          | Platzierung | Ausfallgrund |
| ---- | ------------------------ | ---------------------- | ------------------ | -------------------- | ----------- | ------------ |
| 1997 | Sociéte Viper Team ORECA | Chrysler Viper GTS-R   | Tommy Archer       | Marc Duez            | Ausfall     | Unfall       |
| 1999 | Viper Team ORECA         | Chrysler Viper GTS-R   | David Donohue      | Jean-Philippe Belloc | Ausfall     | Motorschaden |
| 2003 | Pescarolo Sport          | Courage C60            | Éric Hélary        | Nicolas Minassian    | Rang 9      |              |
| 2004 | Pescarolo Sport          | Pescarolo C60          | Érik Comas         | Benoît Tréluyer      | Rang 4      |              |
| 2005 | Pescarolo Sport          | Pescarolo C60 Hybrid   | Eric Hélary        | Sébastien Loeb       | Ausfall     | Motorschaden |
| 2007 | Team ORECA               | Saleen S7-R            | Stéphane Ortelli   | Nicolas Lapierre     | Rang 16     |              |
| 2008 | Team ORECA Matmut        | Courage-ORECA LC70     | Loïc Duval         | Laurent Groppi       | Rang 8      |              |
| 2009 | Team ORECA Matmut AIM    | ORECA 01               | Olivier Panis      | Nicolas Lapierre     | Rang 5      |              |
| 2010 | AIM Team Oreca           | ORECA 01               | Andrew Meyrick     | Didier André         | Rang 4      |              |
| 2011 | Signatech Nissan         | Oreca 03               | Franck Mailleux    | Lucas Ordoñez        | Rang 9      |              |
| 2012 | PeCom Racing             | Oreca 03               | Luís Pérez Companc | Pierre Kaffer        | Rang 9      |              |
| 2014 | Team Sofrev ASP          | Ferrari 458 Italia GT2 | Anthony Pons       | Fabien Barthez       | Rang 27     |              |

### Sebring-Ergebnisse
| Jahr | Team             | Fahrzeug | Teamkollege        | Teamkollege   | Platzierung | Ausfallgrund |
| ---- | ---------------- | -------- | ------------------ | ------------- | ----------- | ------------ |
| 2011 | Signatech Nissan | Oreca 03 | Franck Mailleux    | Lucas Ordoñez | Rang 30     |              |
| 2012 | PeCom Racing     | Oreca 03 | Luís Pérez Companc | Pierre Kaffer | Rang 7      |              |

### Einzelergebnisse in der FIA-Langstrecken-Weltmeisterschaft
| Saison | Team         | Rennwagen              | 1   | 2   | 3   | 4   | 5   | 6   | 7   | 8   |
| ------ | ------------ | ---------------------- | --- | --- | --- | --- | --- | --- | --- | --- |
| 2012   | Pecom Racing | Oreca 03               | SEB | SPA | LEM | SIL | SAO | BAH | FUJ | SHA |
| 2012   | Pecom Racing | Oreca 03               | 7   | 25  | 9   | 11  | 8   | 6   |     |     |
| 2014   | Team Sofrev  | Ferrari 458 Italia GT2 | SIL | SPA | LEM | AUS | FUJ | SHA | BAH | SAO |
| 2014   | Team Sofrev  | Ferrari 458 Italia GT2 | 27  |     |     |     |     |     |     |     |